# Эльф (комплект средств выживания)
КРАГ.332559.002 или «Эльф» — комплект средств выживания из состава российской боевой экипировки «Бармица» в виде ножа с набором предметов первой необходимости в рукоятке. Его основным назначением является поражение противника в ближнем бою и обеспечение бытовых нужд своего владельца в походных условиях.
Нож разработан на климовском предприятии ЦНИИточмаш под задачи подразделений специального назначения ГРУ; в коммерческий оборот как гражданское оружие не поступает.

## Общее описание
Конструкционно нож состоит из клинка, рукояти и заглушки.
Клинок: однолезвийный, изготовленный из высококачественной стали, с четырёхгранным остриём и сравнительно узким лезвием. Лезвие образовано значительными спусками и выполнено с небольшим понижением линии обуха. В передней части обуха имеется фальшлезвие с примкнутой к нему волнообразной заточкой. Такой дизайн продиктован стремлением повысить эффективность клинка при нанесении колющих ударов, которые, благодаря заточке, образуют широкую рану с обильным кровотечением. Волнообразная форма заточки, в отличие от шоковых зубцов, не мешает извлечению оружия из тела. Поверхность лезвия снабжена тёмным антибликовым покрытием, которое может быть либо чёрным двухслойным полуматовым, либо тёмно-коричневым однослойным. Покрытие выполняет сразу несколько функций: исключает блики, предохраняет лезвие от коррозии и снижает трение при резании и прокалывании.
Рукоять: имеет круглое сечение и выполнена из алюминиевого сплава. Для надёжности и удобства хвата на поверхности рукояти сделана накатка. Крестовина отсутствует, её функции возложены на выступы в корневой части клинка. Внутри рукояти предусмотрена водонепроницаемая полость для предметов носимого аварийного запаса (НАЗ) в котором имеется: сигнальное зеркало, рыболовный крючок с леской и грузилом, марганцовка, ветрозащитные спички и тёрка к ним, игла с ниткой, лавсановая аммонизированая плёнка, три отрезка капронового шнура длиной 0,5, 0,8 и 5,0 метров.
Ножны: изготавливаются из качественной кожи и снабжены ремешком для надёжного крепления ножа. На внешней поверхности ножен намотан высокопрочнный шнур.

## Тактико-технические параметры[4]
Масса 350 г
Общая длина 297 мм
Длина клинка 162 мм
Ширина клинка 27 мм